# Tubercul faringian
Tuberculul faringian (Tuberculum pharyngeum (partis basilaris ossis occipitalis)) este o proeminență pe fața exocraniană a porțiunii bazilare a osului occipital, la un 1 cm anterior de gaura occipitală (Foramen occipitale magnum). Pe tuberculul faringian se inserează rafeul faringelui (Raphe pharyngis) și ligamentul longitudinal anterior al coloanei vertebrale (Ligamentum longitudinale anterius).